# Новела II (Кјети)
Новела II (итал. Novella II) је насеље у Италији у округу Кјети, региону Абруцо.
Према процени из 2011. у насељу је живело 160 становника. Насеље се налази на надморској висини од 187 м.